# Riot Squad
Pour le groupe des années 1960, voir The Riot Squad.
Riot Squad est un groupe britannique de punk rock de la deuxième vague, originaire de Mansfield, en Angleterre, initialement actif entre 1981 et 1984, puis reformé à partir de 2003 jusqu'en 2009.

## Histoire

### Première période
Riot Squad est formé en 1981 à Mansfield, avec une formation initiale composée de Duncan « Dunk » Mason (chant), Nigel « Nello » Nelson (guitare) et Paul « Pommi » Palmer (batterie). Nelson est le seul des trois à avoir une expérience musicale. Ils s'inspirent d'un documentaire de John Peel qui expliquait comment Desperate Bicycles avait adopté une approche DIY décident qu'ils pouvaient faire de même. 
Deux semaines après avoir formé le groupe, ils jouent leur premier concert au pub King of Diamonds dans le village minier de Shirebrook, Derbyshire Langwith Junction, suivi quelques semaines plus tard par un concert dans un Working Mens Club local, qui est interrompu à la moitié pour permettre au public de jouer au bingo. Wayne Butler voit le groupe se produire ce soir-là et propose de se joindre au groupe en tant que bassiste. 
Le groupe commence à jouer plus loin et, avec l'argent emprunté au père de Dunk, enregistre sa première démo, Religion Doesn't Mean a Thing, dans un studio au sous-sol de Mansfield. Dunk crée Rot Records, initialement comme un label uniquement sur cassettes, et vend la démo lors de spectacles et par correspondance pour tenter de récupérer les coûts d'enregistrement, vendant finalement 1 500 exemplaires. Grâce à la démo, le groupe signe chez Rondelet Records, qui sort le premier single du groupe, Fuck the Tories, qui atteint la 23e place du UK Indie Chart en août 1982 et le top 100 des UK Singles Charts. Nello est remplacé par « Staz », et Rondelet réédite la démo Religion ...  comme leur deuxième EP. Après une tournée au Royaume-Uni, Staz quitte le groupe, Butler passe à la guitare et « Chedd » est recruté à la basse. Lorsque le label Rondelet ferme, Dunk transforme Rot en un véritable label, sortant les trois prochains singles de Riot Squad. Dunk tient le label, bien qu'il ait démissionné de son poste de chanteur, étant brièvement remplacé par Rick Williams puis par Lee, le frère de Butler. 
Au début de 1984, le groupe sort There Ain't No Solution, mais des différences musicales au sein du groupe les amènent à se séparer cette année-là. Dunk compile les singles Rot et quelques morceaux inédits sur l'album No Potential Threat, qui atteint la 13e place du classement indépendant. Dunk continue à diriger Rot Records jusqu'à ce que le distributeur du label, Red Rhino, fasse faillite.
Les disques du groupe deviennent des objets de collection dans les années qui suivent, avec Anagram Records sortant une compilation de CD, The Complete Punk Collection en 1995.

### Seconde période
Riot Squad se reforme en 2004. En janvier 2006, le batteur Paul Pommi Palmer et le bassiste Ched recrutent deux nouveaux membres : le jeune guitariste Luke, de 15 ans leur cadet, et un nouveau leader sous la forme de Chiz (ex-Septic Psychos et Dead Meat). Ils entrent en studio en novembre 2006 pour enregistrer leur premier album depuis plus de 20 ans. Persecute the Weak, Control the Strong sort en mars 2007, et est élu album punk de l'année 2007 par Fungal Punk. L'un des morceaux, Violence on the Streets, figure sur le label américain 272 Records Punk Kills Vol. 1 fin 2007.
Six mois seulement après la sortie de l'album, Ched met un terme à son activité. Il est remplacé par Mick, frère jumeau de Chiz (et aussi des mêmes groupes précédents). Mick est rapidement devenu guitariste pour laisser la place à Pete, qui prendra la basse. Entre-temps et en remplacement de seulement deux concerts, en première partie de The Epoxies, Baz Barrett (Consumed, Fat Wreck Chords), rejoint le groupe dont il est fan depuis son adolescence avec seulement deux heures de répétitions. Baz s'est également occupé de la conception et de la mise en page des pochettes de Persecute the Weak, Control the Strong.
Le groupe sort un split international 7" sur son propre label (Suicide Circle) en 2008 avec The Crack Babies (Suède), The Undertakers (Belgique) et Human Battle (Grèce). Le groupe joue à Athènes début janvier 2009. Le groupe a joué avec The Undertakers au Royaume-Uni. Riot Squad joue son dernier concert au Rebellion Festival de 2009.

## Discographie
Les classements indiqués proviennent du UK Indie Chart.

### Albums studio
- 1984 : No Potential Threat (Rot) (#13)
- 1995 : The Complete Punk Collection (Anagram)[5]
- 2007 : Persecute the Weak, Control the Strong (Suicide Circle Records)

### Singles et EP
- 1981 : Religion Doesn't Mean a Thing (Rot) (cassette démo)
- 1982 : Fuck The Tories (Rondelet) (#23)
- 1982 : Riot In The City (Rondelet)
- 1983 : Don't Be Denied EP (Rot) (#39)
- 1983 : I'm OK, Fuck You EP (Rot) (#11)
- 1984 : There Ain't No Solution (Rot) (#22)

### Apparitions sur des compilations
- ???? : Police Power apparue sur Pax Records Punk Compilation
- 1998 : Society's Fodder et Lost Cause sur 100% Hardcore Punk (Captain Oi)
- 2007 : Violence on the Streets apparue sur Punk Kills Vol. 1 (272 Records, CA, US)
- 20088 : Speed Cameras apparue sur Angry Scenes Vol. 3 (Angry Scenes Records, UK)